# Metalmania

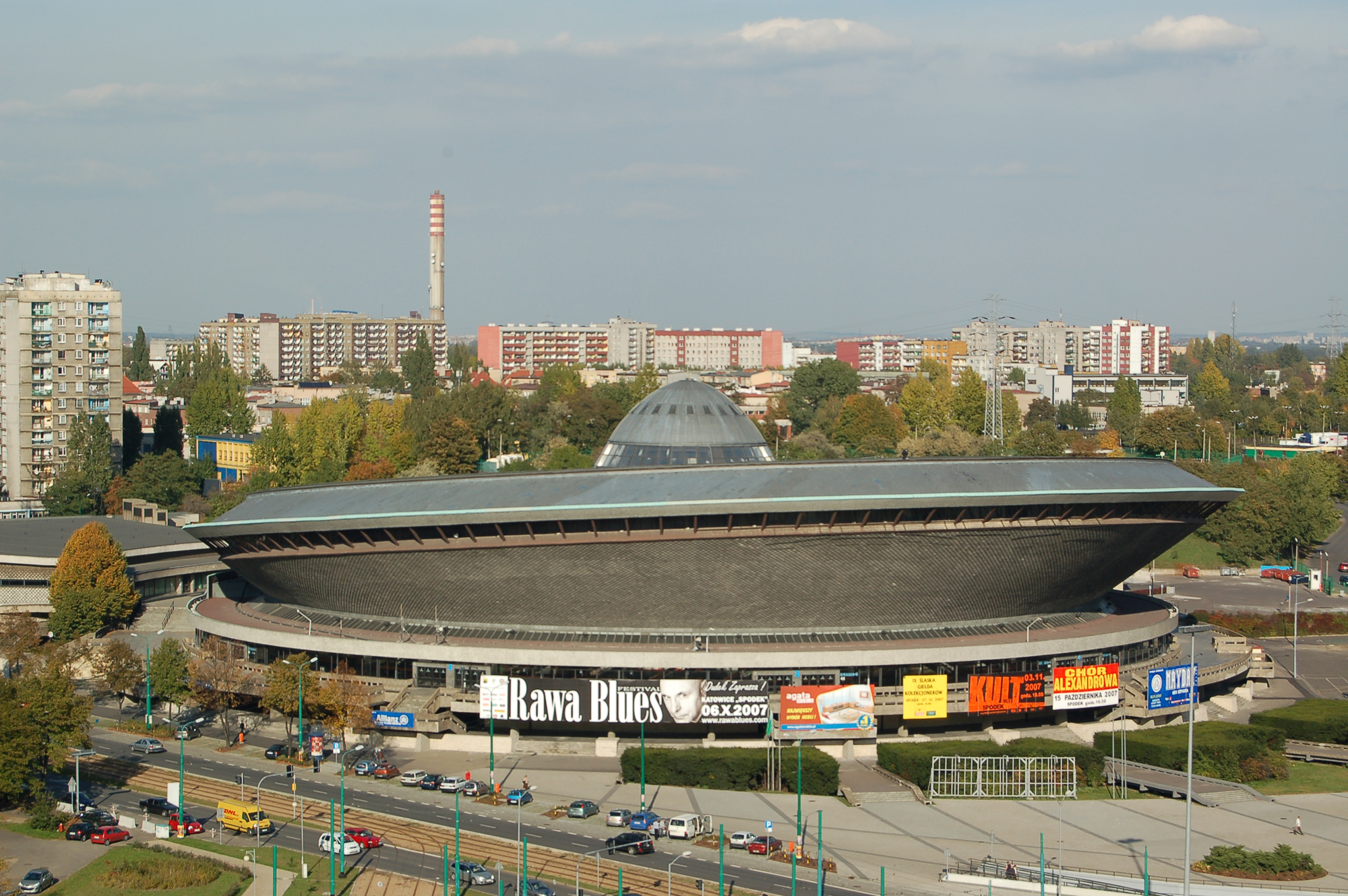
Spodek-Halle in Katowice, seit 1986 häufiger Veranstaltungsort des Festivals

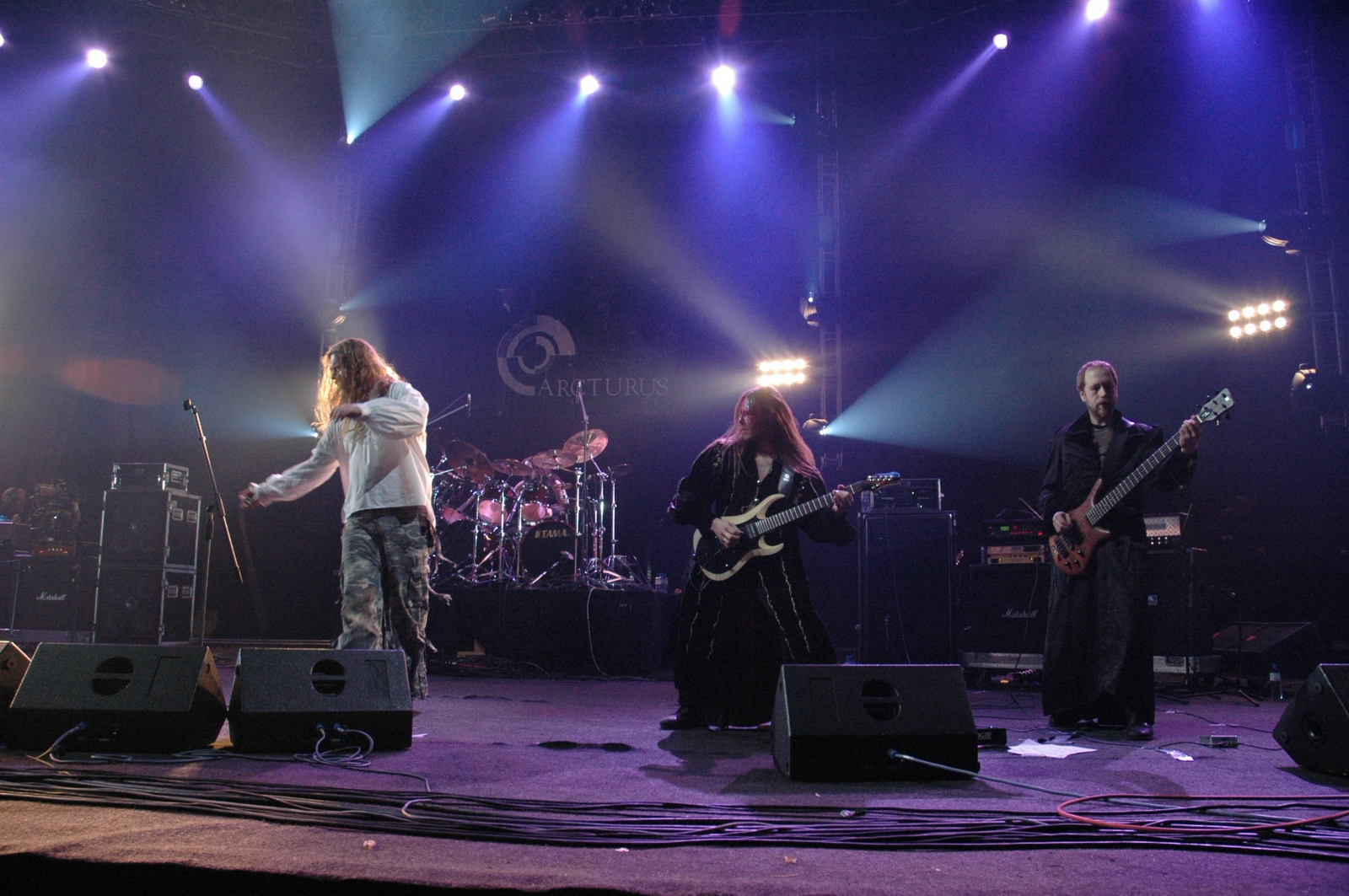
Arcturus auf dem Metalmania Festival 2005 – Simen „ICS Vortex“ Hestnæs, Knut Magne Valle, Hugh „Skoll“ Mingay; Jan Axel „Hellhammer“ Blomberg (v. l. n. r.)

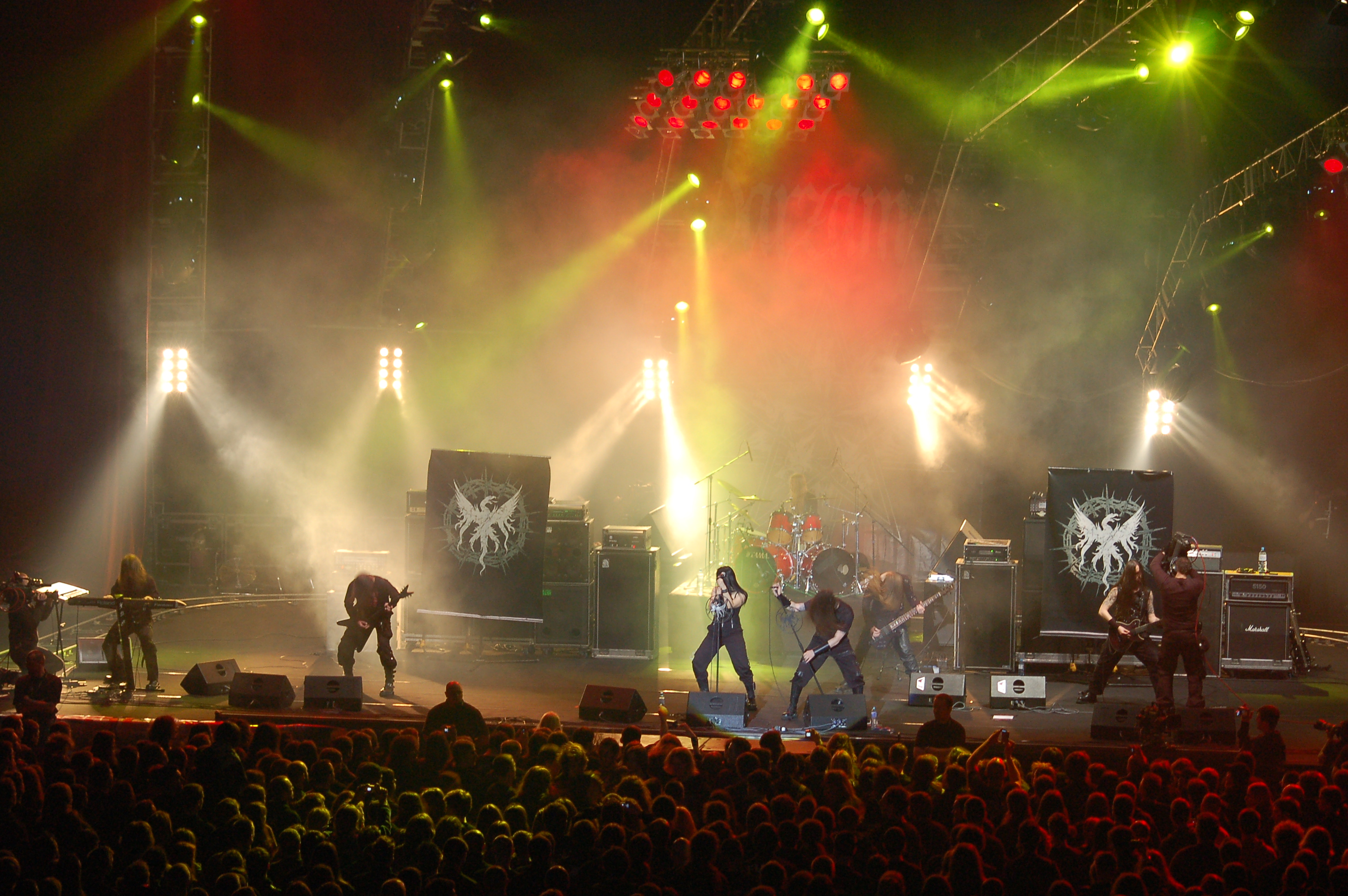
Die polnische Band Darzamat im Jahr 2007

Metalmania ist ein jährlich in Polen stattfindendes Metalfestival.

## Geschichte
Das Festival entstand 1986 als zweites großes polnisches Musikfestival nach dem Rock-Festival in Jarocin, welches seit 1980 als das größte Rock-Festival für Jugendliche des Warschauer Paktes galt. Auf dem ersten Metalmania spielten am 4. und 5. April 1986 siebzehn Bands, unter anderem Kat, Imperator und Vader, in der Spodek-Halle in Kattowitz. Seit 1988 findet das Festival nur noch an einem Tag statt. In diesem Jahr traten unter anderem Rage und Kreator auf. 1989 gehörten Protector und Living Death zu den zwölf Bands, die auf dem Festival spielten. Am 21. April 1990 fand das fünfte Metalmania statt, auf dem unter anderem Acid Drinkers, Kreator und Protector spielten.
Nach 1990 wurde das Festival zeitweise auf andere Standorte im Oberschlesischen Industriegebiet verlagert. 1991 fand das Festival in Jastrzębie-Zdrój statt, es traten unter anderem Despair, Vader, Pungent Stench, Holy Moses, Candlemass und Atrocity auf. 1992 spielten neben anderen Grave, Paradise Lost, Sepultura und Massacre in der Baildon-Halle in Kattowitz. In den Jahren 1993 bis 1995 wurde das Festival in der MOSiR-Halle in Zabrze ausgerichtet, es traten Bands wie Therion (1993), Cannibal Corpse (1993, 1994), Carcass (1993), Death (1993, 1995), Samael (1994, 1995), Unleashed (1994, 1995) und Morbid Angel (1994) auf.
Im Jahr 1996 fand das Metalmania im Städtischen Kultur- und Sportzentrum in Jaworzno mit Bands wie Moonspell und Fear Factory statt. 1997 und 1998 kam es wieder an den angestammten Platz in der Spodek-Halle, wo es schließlich seit 2000 feste Wurzeln geschlagen hat. 1999 fand das Festival ein letztes Mal in der Baildon-Halle in Kattowitz statt. In diesen Jahren spielten Bands wie The Gathering (1997, 1998), Samael (1997, 1999), Moonspell (1997), Tiamat (1997), Anathema (1997, 1999), Judas Priest (1998), Morbid Angel (1998), Vader (1998, 1999), Therion (1998), Hammerfall (1998), Dimmu Borgir (1998), Gorefest (1998) und Lacuna Coil (1999) auf dem Metalmania.
Mittlerweile ist Metalmania das bedeutendste Metalfestival Polens, das größte Metalfestival Osteuropas und zugleich eines der größten Indoor-Metalfestivals weltweit. Seit einigen Jahren werden die Auftritte der Bands mitgeschnitten und im Anschluss auf DVD veröffentlicht. Seit 2003 gibt es neben der großen Bühne eine weitere kleine, so dass rund 25 Bands an jedem Tag spielen.
2000The Sins of Thy Beloved, Behemoth, Katatonia, Theatre of Tragedy, My Dying Bride, Tiamat, Opeth
2002Paradise Lost, Tiamat, Moonspell, Cannibal Corpse, Immortal
2003Samael, Saxon, Opeth, Vader, Anathema, The Exploited, Marduk
2004Soulfly, Moonspell, Tiamat, Morbid Angel, Michael Schenker Group, Enslaved, Epica, Krisiun, Decapitated
2005Cradle of Filth, Apocalyptica, Napalm Death, Arcturus, Pain, The Haunted, Dark Funeral, Katatonia, Amon Amarth
2006Therion, Anathema, Moonspell, Nevermore, U.D.O., Acid Drinkers, Unleashed, 1349, Hunter, Soilwork, Caliban, Evergrey
2007Testament, Paradise Lost, My Dying Bride, BLAZE, Entombed, Jørn Lande, Sepultura, Korpiklaani
2008Megadeth, The Dillinger Escape Plan, Satyricon, Overkill, Vader, Immolation, Artillery, Flotsam and Jetsam, Marduk, Primordial